# Ana Ledenko
Ana Ledenko je hrvatska glumica.

## Filmografija

### Televizijske uloge
- "Počivali u miru" kao TV voditeljica (2017.)
- "Horvatovi" kao Eva Gotovac (2015. – 2016.)

### Voditeljske uloge
- "CMC Festival" (2017.)
- "Domaće i strane liste Top 40" (2017.)

## Vanjske poveznice
- Ana Ledenko u internetskoj bazi filmova IMDb-u (engl.)